# Sonic Advance
Sonic Advance es un videojuego de plataformas de acción de desplazamiento lateral de 2001 desarrollado por Dimps y publicado originalmente por Sega, THQ e Infogrames para Game Boy Advance (GBA). Fue el primer juego de Sonic the Hedgehog lanzado en una consola de Nintendo junto con Sonic Adventure 2 Battle en Nintendo GameCube (GCN), y fue producido en conmemoración del décimo aniversario de la serie. La historia sigue a Sonic, Tails, Knuckles y Amy en su viaje para salvar la Isla Sur y evitar que el Doctor Eggman se apodere del mundo. Al controlar a un personaje, los jugadores tienen la tarea de completar cada nivel y recolectar las siete «esmeraldas del caos».
El proceso de creación comenzó después de que Sega cambiara su estrategia de negocios hacia el desarrollo y la publicación de software de terceros, debido a la mala recepción comercial de su consola Dreamcast. Sega reclutó a Dimps para liderar el desarrollo, lo que convirtió al juego en el primero de la franquicia producido por el estudio. Si bien Sonic Advance sigue un estilo similar al de los títulos de Sonic de Sega Genesis, se reutilizaron ciertos conceptos y diseños de productos más contemporáneos como Sonic Adventure (1998). El juego ha sido adaptado a los dispositivos N-Gage de Nokia y Android, y está disponible en Wii U a través de la consola virtual en Japón.
Sonic Advance recibió críticas positivas por sus gráficos, animaciones de personajes y similitud con los juegos originales de Genesis, pero obtuvo reseñas desfavorables por su corta duración y la dificultad de los niveles especiales. Fue un éxito comercial al venderse 1.21 millones de copias en los Estados Unidos y se encuentra entre los juegos más vendidos de GBA. Desde entonces, Dimps ha creado varias entregas de Sonic, entre las cuales se incluyen las secuelas Sonic Advance 2 (2002) y Sonic Advance 3 (2004). 

## Sistema de juego
Sonic Advance es un juego de plataformas de desplazamiento lateral similar a los juegos originales de Sonic the Hedgehog lanzados para Sega Genesis. Los jugadores viajan a través de una isla para derrotar al Doctor Eggman, quien intenta capturar a su población animal para convertirlos en robots malvados. Existen cuatro personajes que pueden ser controlados por el usuario y que poseen distintas habilidades específicas por un breve período: Sonic the Hedgehog es el más rápido y puede activar un «escudo instantáneo» (del inglés: insta-shield) que lo protege de cualquier amenaza; Tails puede volar y nadar; Knuckles the Echidna puede deslizarse por el aire, nadar y escalar muros; y Amy Rose cuenta con un martillo para derrotar a los robots enemigos. A excepción de Amy, cada personaje puede saltar y enroscarse en forma de bola, o hacer un giro en el suelo para ganar velocidad, con tal de vencer a sus rivales. Al ingresar un cheat code, los jugadores cuentan con la posibilidad de controlar a Sonic mientras Tails corre a su lado, de forma reminiscente al sistema de juego de Sonic the Hedgehog 2 (1992).
El juego se desarrolla en seis niveles llamados zonas, y cada una de estas zonas se divide en dos actos, en los cuales el jugador debe guiar al personaje a través de obstáculos como púas y fosas profundas, además de enfrentarse a los antagonistas, y llegar al final en menos de diez minutos. En cada acto se hallan dispersos trampolines, almohadillas de impulso y anillos dorados, que le permiten recuperar su salud al protagonista. El personaje pierde anillos cada vez que no logre esquivar o vencer a algún robot u obstáculo del acto, y para sobrevivir debe tener al menos un anillo en su haber. Otras circunstancias incluyen ser aplastados, ahogarse, caerse en las fosas, o exceder el límite de diez minutos de un acto. Cabe mencionar que es posible recuperar sus anillos perdidos, siempre y cuando se obtengan rápidamente, ya que desaparecen tras un breve período. Adicionalmente existen recipientes que contienen potenciadores tales como un calzado especial que le brinda una mayor velocidad al titular, escudos e invencibilidad. El primer acto termina cuando el personaje pasa un letrero, y el segundo culmina en un enfrentamiento contra el jefe Eggman. En este último caso, el enemigo huye tras ser golpeado en ocho ocasiones, y deja tras de sí una cápsula en cuyo interior se encuentran capturados algunos animales que habitan en la isla.
Se pueden encontrar resortes especiales cerca de la parte superior de ciertos actos. Al saltar sobre ellos, el jugador puede llegar a un escenario especial para recolectar múltiples anillos. Si se obtienen los suficientes, el usuario recibe una esmeralda del caos (del inglés: Chaos Esmerald). Existen siete esmeraldas en total que al ser obtenidas permiten acceder al enfrentamiento con un jefe adicional. De manera similar, el título contiene un minijuego, Tiny Chao Garden, donde los jugadores pueden criar a Chao. Este personaje puede transferirse entre Tiny Chao Garden y Chao Garden desde las versiones de GameCube de Sonic Adventure y Sonic Adventure 2. Sonic Advance posee, adicionalmente, un modo multijugador competitivo, que permite la interacción entre cuatro personas para llegar al final de un nivel o buscar a Chao.

## Desarrollo y lanzamiento

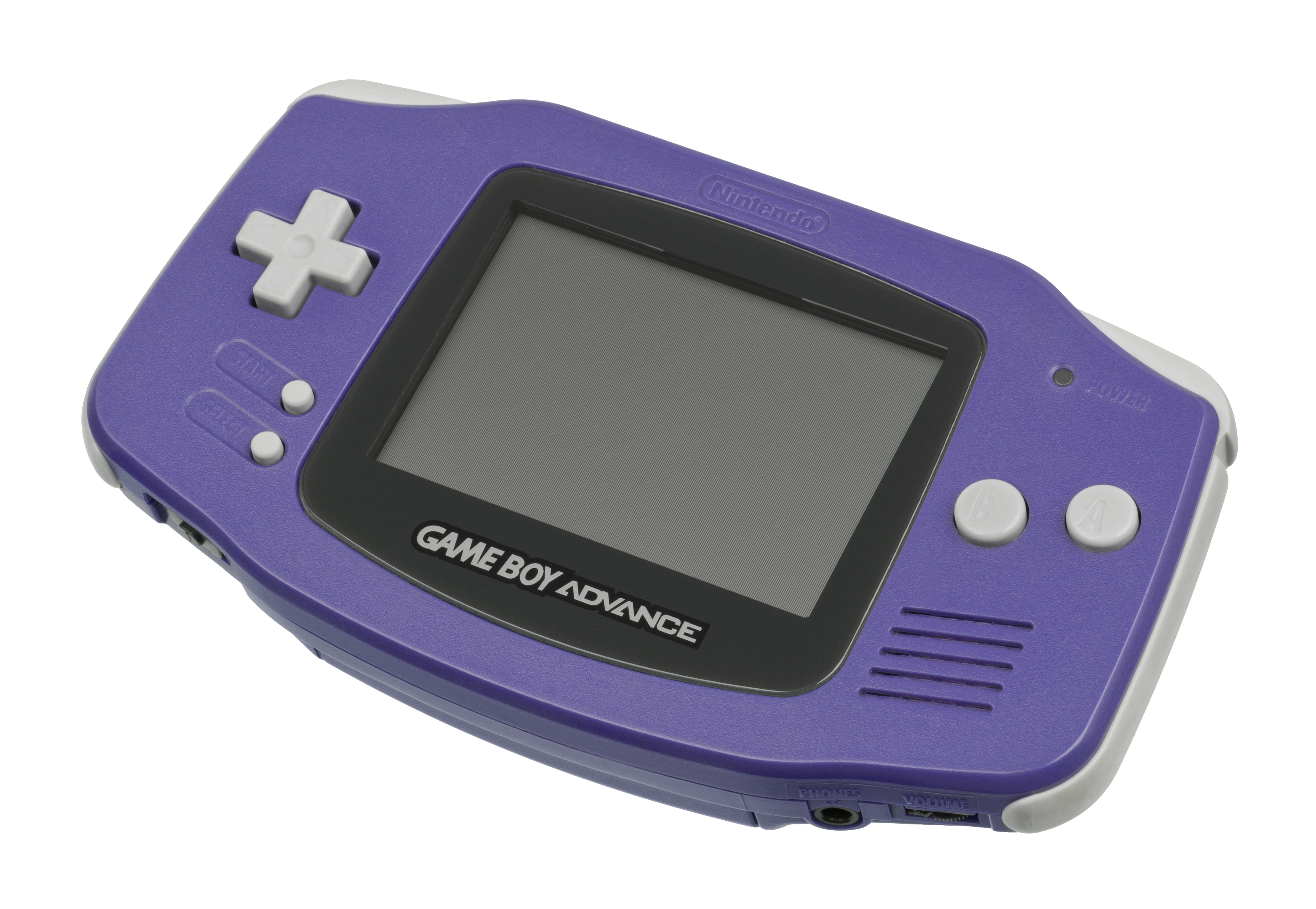
Sonic Advance fue desarrollado para la consola portátil Game Boy Advance de Nintendo.

En enero de 2001 Sega empezó a publicar software de terceros debido a los problemas financieros derivados de la mala recepción comercial de su consola Dreamcast. Sus principales proveedores habrían de ser Sony y Nintendo con sus plataformas PlayStation 2 y Game Boy Advance (GBA), respectivamente. Esto dio lugar a la formación de un equipo de desarrolladores a cargo de la producción de Sonic the Hedgehog Advance (más tarde rebautizado como Sonic Advance), una entrega destinada a la GBA que habría de conmemorar el décimo aniversario de la serie. Ya que varios integrantes del Sonic Team no estaban lo suficientemente familiarizados con la consola portátil de Nintendo, se contrató a Dimps (un estudio formado por varios ex empleados de Neo Geo Pocket Color y financiado por Sega, Sony y Bandai) para el desarrollo del juego. Cabe mencionar que varios colaboradores de Dimps ya habían trabajado previamente en Sonic the Hedgehog Pocket Adventure (1999) para Neo Geo Pocket Color.
Si bien los desarrolladores revelaron su interés en retomar el estilo de juego de los títulos originales de Sonic en Sega Genesis (algo que a Yūji Naka, líder del Sonic Team, le pareció «refrescante» para la serie), también incorporaron conceptos de Sonic Adventure (1998), como la habilidad del protagonista de correr sobre rieles y los diseños modernizados de Yuji Uekawa. Como los juegos de Sonic lanzados para Dreamcast permitían a los jugadores descargar minijuegos en la Visual Memory Unity (VMU), el equipo de Sonic Advance recurrió a un concepto similar por medio del cable de enlace GBA de GameCube, con lo que pasó a ser uno de los primeros videojuegos en emplear dicho accesorio. En cuanto al aspecto gráfico, Sonic Advance utiliza técnicas como los efectos de rotación y el modo 7.
Sega anunció Sonic Advance y otros dos juegos de GBA el 30 de enero de 2001. En la Electronic Entertainment Expo (E3) de mayo de 2001 se presentó un video que contenía imágenes del primer nivel de la entrega, y, ese mismo año, se difundieron versiones de demostración en Nintendo Space World y el Tokyo Game Show. Sega lanzó Sonic Advance en Japón el 20 de diciembre de 2001, mientras que THQ se ocupó de su distribución en Norteamérica a partir del 3 de febrero de 2002. Su estreno en Europa ocurrió el 8 de marzo de 2002, a cargo de Infogrames, que también asumió la responsabilidad de su mercadotecnia en esa región. Un port para N-Gage de Nokia, SonicN, se publicó el 7 de octubre de 2003. En 2005 Sonic Advance se compiló con ChuChu Rocket!, Sonic Pinball Party y Sonic Battle en paquetes separados para GBA. Más tarde llegó exclusivamente para Japón al sistema Android y a la consola virtual de Wii U, el 25 de noviembre de 2011 y el 18 de febrero de 2015, respectivamente.

## Recepción
Sonic Advance recibió «críticas generalmente favorables», según el sitio web Metacritic. El juego saldó 1.21 millones de copias en los Estados Unidos, lo que lo convierte en uno de los juegos más vendidos de GBA, y esto se tradujo en ventas estimadas en 36 millones USD hasta agosto de 2006. Durante el período comprendido entre enero de 2000 y agosto de 2006, fue el duodécimo título más comercializado en GBA, Nintendo DS o PlayStation Portable en territorio estadounidense.
Tras su lanzamiento, obtuvo comentarios mayormente favorables por parte de la prensa. Electronic Gaming Monthly lo calificó como «el juego de Sonic en 2D más atractivo», mientras que GameSpot elogió su escenario y animaciones detalladas, describiéndolos como «sólidos» y fieles a los juegos originales de Genesis. Nintendo World Report hizo hincapié en el uso de técnicas gráficas al definirlas como algo «elegante», y destacó las animaciones de los personajes inspiradas en el anime, al compararlas con el juego Super Mario World (1990) de Super Nintendo Entertainment System. El audio y la música del juego también recibieron reseñas positivas; GameSpot lo calificó como «cómodo y pegadizo». A grandes rasgos, los críticos coincidieron en comparar favorablemente el modo de juego con los títulos originales de Sonic. En su evaluación, IGN señaló como «inteligentes» los nuevos conceptos incorporados a la saga, tales como la habilidad para correr sobre rieles, lo que a su parecer «hizo que Sonic se sintiera mejor en GBA que en Genesis». Si bien AllGame percibió que «se basaba demasiado en la nostalgia», consideró que todavía era una «fórmula ganadora» y reseñó el producto como «divertido». Otros comentarios favorables recayeron en el uso del cable de enlace de GameCube; IGN destacó el «valor de rejuego» y la variedad adicional que ofrece esta opción, mientras que GameSpot lo llamó «interesante», ya que «hizo un buen uso de la conectividad de GBA con GameCube».
En contraste, hubo otros elementos de Sonic Advance que obtuvieron reseñas desfavorables. Por ejemplo, GameSpot identificó que «le faltaba brillo» y juzgó la dificultad de los niveles especiales. Por otra parte, IGN señaló ciertos problemas ya presentes en juegos anteriores de la serie: «un atractivo tramo de carretera que ruega que tu personaje lo atraviese a toda velocidad, solo para que una tira de púas te golpee en los pies en algún lugar en el medio». Nintendo World Report resaltó que la duración era muy corta y criticó la exclusión del modo de repetición de títulos previos. Las reseñas de la versión de N-Gage también fueron variadas; GameSpot desaprobó su velocidad de fotogramas entrecortada y alentó a los lectores a comprar la versión de GBA. IGN coincidió en lo anterior y mencionó que la pantalla vertical de N-Gage y la omisión de los modos multijugador tuvieron un impacto negativo en dicha adaptación. En términos generales, los críticos concluyeron que Sonic Advance era una «sólida adición» a la franquicia de Sonic. Aunque para Nintendo World Report el título no era perfecto, sí resaltó que «merece un lugar en tu GBA». De manera similar, IGN consideró que «había recuperado exitosamente el espíritu del juego clásico de Sonic a la vez que se sentía único y aprovechaba las capacidades de GBA».

## Legado
A partir de su lanzamiento, Sonic Advance se ha hecho acreedor a ciertas distinciones y reconocimientos. En 2009, la Official Nintendo Magazine lo nombró como uno de los mejores juegos para las consolas de Nintendo. GamesRadar hizo algo similar al posicionarlo como el decimotercer mejor juego de Sonic en 2017. Ese mismo año, USgamer lo ubicó como el sexto mejor título de la serie, al señalar que si bien no se parecía a los juegos clásicos de Genesis, sus gráficos son «magníficos», lo que ayudó a que se destacara dentro de la franquicia.
Sonic Advance fue el primer juego de Sonic lanzado para una consola de Nintendo. GamesRadar consideró esto como significativo, ya que Nintendo y Sega fueron rivales durante la década de 1990; este título ayudó a poner fin a dicha rivalidad al «reducir la lealtad de marca recalcitrante de Sonic a un recuerdo lejano de la década de 1990 con tonos felices». Las dos empresas trabajaron en estrecha colaboración en los años siguientes, lo cual incluye la producción de F-Zero GX cuyo estreno ocurrió en 2003. En 2007, tanto Sonic como la mascota de Nintendo, Mario, aparecieron en Mario & Sonic en los Juegos Olímpicos. Nintendo Power argumentó que Sonic, creado como oposición a Nintendo, parecía estar en casa en las consolas de esta; para GamesRadar, Sega y Nintendo ahora eran «como viejos amigos».
Sonic Advance también fue el primer juego de Sonic desarrollado por Dimps. Sega continuó contratando a la empresa en los años siguientes para crear otros juegos de la serie, entre los cuales figuran Sonic Advance 2 (2002) y Sonic Advance 3 (2004). Dimps también desarrolló los juegos de Nintendo DS Sonic Rush (2005) y Sonic Rush Adventure (2007), las versiones portátiles de Sonic Colors (2010), Sonic Generations (2011) y Sonic Lost World (2013), y colaboró en el desarrollo de Sonic the Hedgehog 4 (2010) y las versiones de PlayStation 2 y Wii de Sonic Unleashed (2008) con Sonic Team. Varios periodistas han notado que las entregas portátiles de Dimps han recibido consistentemente mejores críticas que los juegos de consola doméstica de Sonic Team. GamesRadar puntualizó que esto se debía a que Dimps «logró mantener vivo el espíritu» de los títulos originales en sus creaciones.